# Michael Kirsten (Mediziner)
Michael Kirsten (Pseudonym: Utis Udenius; * 21. Januar 1620 in Bärn, Mähren; † 2. März 1678 in Hamburg) war ein deutscher Arzt, Mathematiker und Dichter. 

## Leben
Kirsten war Sohn des gleichnamigen (auch: Kirstenius) Predigers. Er besuchte das St.-Elisabet-Gymnasium in Breslau und studierte ab Sommer 1637 Medizin und Philosoph an der Universität Rostock. 1640 ging er nach Stettin. Dort arbeitete er mit Lorenz Eichstaedt und Georg Detharding zusammen. 1642 lehnte er einen Ruf auf eine Professur der Mathematik an die Brandenburgische Universität Frankfurt ab. Er ging stattdessen 1643 auf eine Reise durch Norddeutschlande, Norwegen und Dänemark. An deren Ende ließ er sich in Kopenhagen nieder, wo er mit Simon Pauli zusammenarbeitete. Von dort begleitete er 1646 den Sohn von Jacob Fabricius an die Universität Helmstedt, bevor er 1648 nach Hamburg kam. Dort wohnte er bei Paul Marquard Schlegel.
Kirsten begleitete ab 1651 den Sohn des Hamburger Arztes Helwig Dieterich auf eine Italienreise und lehnte hierfür einen Ruf als Professor der Medizin an die Universität Rinteln, als Professor der Mathematik an die Universität Marburg sowie einen Ruf als Rektor an die Domschule Schleswig ab. 1652 und 1653 hielt er sich in Padua auf. Am 8. Mai 1653 wurde er von der Universität Padua sowohl zum Doktor der Medizin als auch zum Doktor der Philosophie promoviert.
Kirsten kehrte 1654 nach Breslau zurück, folgte dem am 22. November 1655 ergangenen Ruf als Professor der Mathematik an das Akademische Gymnasium nach Hamburg. 1660 wechselte er auf die Professur für Physik und Poesie. Diese hatte er bis zu seinem Tod inne. Während seiner Lehrtätigkeit war er außerdem weiter als Arzt tätig.

## Werke (Auswahl)
- Poëma heroicum in theatrum anatomicum Hafniense, Kopenhagen 1644.
- mit Georg Detharding: Chymischer Probier-Ofen, Stettin 1648.
- De pace Germaniæ Panegyris, Hamburg 1650.
- Commentatio de motu sanguinis, 1650.
- Gartenlust/ oder Lob des Gartenbaues, Hamburg 1651, (Digitalisat)
- Non-entia Chymica, Frankfurt, Götz 1665.